# Massachusetts mot Environmental Protection Agency
Massachusetts v. Environmental Protection Agency är ett uppmärksammat rättsfall i USA:s högsta domstol som togs upp till prövning den 2 april 2007. Tolv amerikanska delstater, ett flertal städer samt miljöorganisationer stämde den amerikanska Miljöskyddsmyndigheten (EPA) för att myndigheten låtit bli att betrakta koldioxid och andra växthusgaser som miljöföroreningar.

## Bakgrund
2003 fastslog den amerikanska Miljöskyddsmyndigheten, EPA, att man saknade befogenhet att genom Clean Air Act-lagstiftningen reglera utsläpp av växthusgaser. Man ansåg dessutom att även om man hade sådana befogenheter, så skulle man inte använda dem för regleringar. Man stödde detta resonemang bland annat på att åtgärder vidtogs på annat håll genom effektivare bilmotorer, samt att forskning inom området fortfarande pågick.
I juni 2006 beslutade högsta domstolen i USA att ta upp ärendet för granskning. Klaganden i målet var delstaterna Kalifornien, Connecticut, Illinois, Maine, Massachusetts, New Jersey, New Mexico, New York, Oregon, Rhode Island, Vermont och Washington, städerna New York, Baltimore, och Washington, territoriet Amerikanska Samoa, samt organisationerna Center for Biological Diversity, Center for Food Safety, Conservation Law Foundation, Environmental Advocates, Environmental Defense, Friends of the Earth, Greenpeace, International Center for Technology Assessment, National Environmental Trust, Natural Resources Defense Council, Sierra Club, Union of Concerned Scientists och U.S. Public Interest Research Group.
Svaranden i målet var Miljöskyddsmyndigheten, the Alliance of Automobile Manufacturers, National Automobile Dealers Association, Engine Manufacturers Association, Truck Manufacturers Association, CO2 Litigation Group, Utility Air Regulatory Group, samt delstaterna Michigan, Alaska, Idaho, Kansas, Nebraska, North Dakota, Ohio, South Dakota, Texas och Utah.
Här bör man alltså notera att Miljöskyddsmyndigheten i USA stod på samma sida i rätten som representanter för biltillverkare samt delstater som Michigan där Ford och GM är stora arbetsgivare samt det oljerika Texas.

## Beslut
Med fem ledamöter mot fyra fastslog domstolen att koldioxid och växthusgaser mycket väl kan betraktas som luftföroreningar och därmed regleras i enlighet med Clean Air Act-lagstiftningen. Man gick även ett steg längre när man slog fast att EPA måste reglera utsläppen, om man inte kan påvisa vetenskapliga anledningar för varför detta inte ska göras. I media sågs beslutet som ett bakslag för den sittande regeringens miljöpolitik, då EPA är en myndighet som lyder under regeringen med en chef tillsatt av presidenten.